# Jensen P66
Jensen P66 — сімейство  легкових автомобілів, виробництво яких планувалось компанією Jensen Motors у 1960 р., і яке однак не сягнуло більше 2 екземплярів, один з котрих був представлений на Лондонському автосалоні у 1965 р.

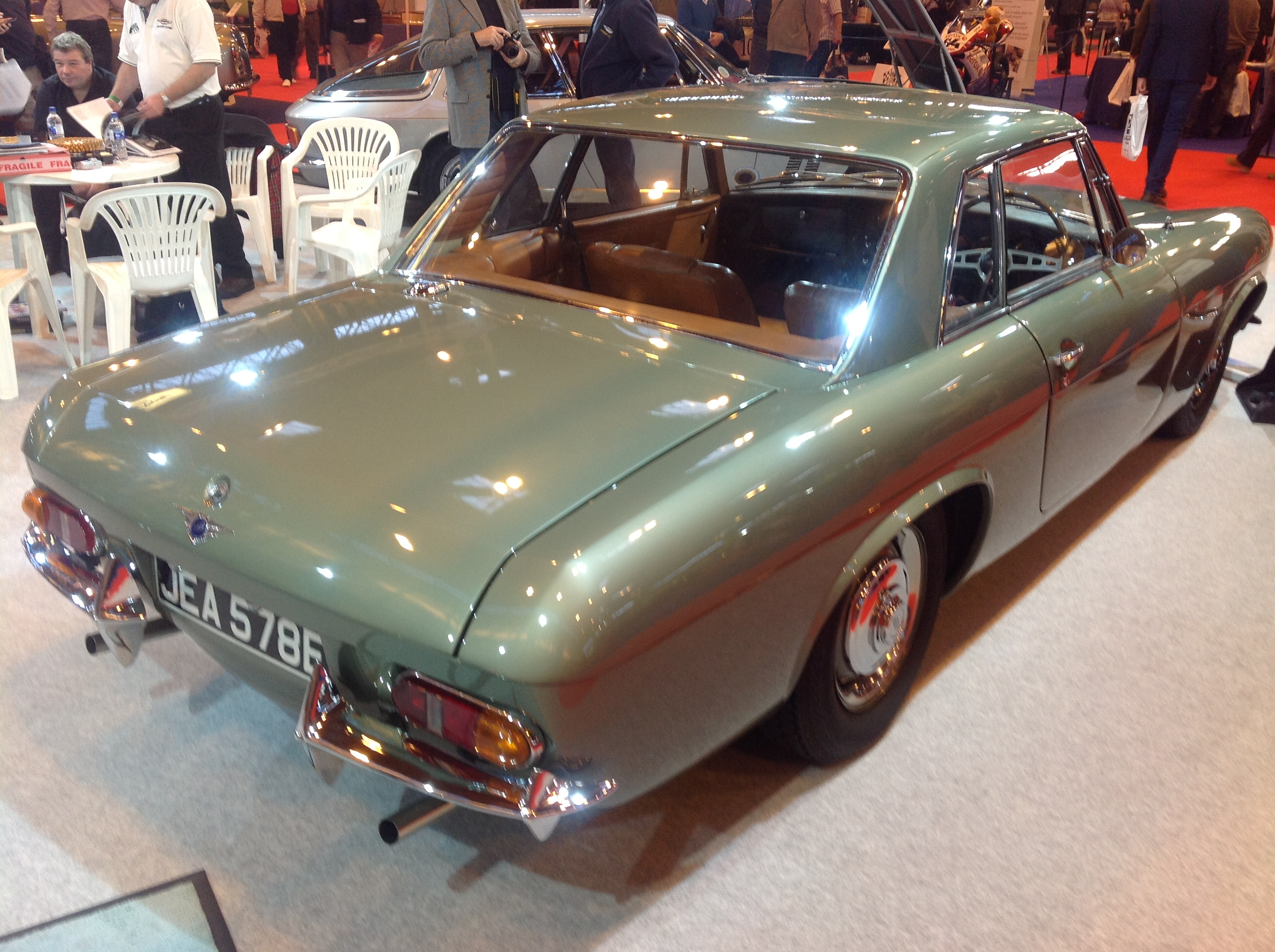

Автомобіль планувався як заміна Austin-Healey 3000, що у той час збирався на заводі Jensen у Вест-Бромвічі.
BMC планувала усунути марку Healey й натомість призначила дизайнера Jensen Еріка Ніла розробити автомобіль для ринку США.
На відміну від попередників зі скловолоконним кузовом, нова модель мала кузов із алюмінієвого сплаву зі сталевим днищем та трубчастою рамою.
Базовим був двигун робочим об'ємом 4,5 л, опцією — Chrysler V8 (6,2 л) подібний до того, що використовувався на тодішньому CV8. У Сполученому Королівстві автомобіль мав би коштувати £2200 (при тому, що CV8 вартував £3500), і ймовірно, потрапивши у виробництво, отримав би назву Interceptor.
Кабріолет сприйняли добре, однак його задні колісні арки преса критикувала як застарілі. Також існувала версія з твердим дахом, що мала звичайні колісні арки.
Засновники Jensen — Річард та Алан Дженсени підтримували ідею виробництва моделі.
Однак група Norcros, що керувала компанією кілька років вирішила адаптували кузов від італійських дизайнерів.
Це рішення підтримували генеральний директор Браян Оуен та заступник головного інженера Кевін Бітті.
Вони звернулись до компанії Touring of Milan, що розробили дизайн кузова який виготовлявся компанією Віньяле як Interceptor.
Після кількох змін виконаного Touring design кузова, його адаптації до умов виробництва Ерік Ніл, відчуваючи свою малу роль у компанії, звільнився. Аналогічно вчинили й брати Дженсени.
Кабріолет Р66 пізніше був розібраним, його частини як і версія з твердим дахом були продані.
Останній, що вцілів, після серйозних втручань взяв участь на Lancaster Insurance Classic Motor Show у 2015 р, де отримав звання «Автомобіль шоу».

## Зовнішні посилання
- Jensen Owners' Club [Архівовано 31 березня 2022 у Wayback Machine.]
- P66 Owner's Website